# Magyar Írók Aranykönyvtára
A Magyar Írók Aranykönyvtára egy magyar szépirodalmi könyvsorozat volt a 20. század legelején. Az 1900-as években a Franklin Irodalmi és Nyomdai Rt. gondozásában Budapesten megjelent, aranyszínű borítójú, gerincdíszes kötetek korabeli írók szépirodalmi műveit bocsátották a nagyközönség részére. 

## Részei
Kötetei a következők voltak:
- Molnár Ferenc: Muzsika (elbeszélések) (1908)
- Nagy Endre: A misokai földkirály és egyéb elbeszélések (1908)
- Szőllősi Zsigmond: Palma di Palma (elbeszélések) (1908)
- Pap Mariska: A rög (1908)
- Tömörkény István: Jegenyék alatt (elbeszélések) (1908)
- Berczik Árpád: A fegyelmes férj és más elbeszélések (1908)
- Vértesi Arnold: Varga Imre (regény) (1908)
- Pekár Gyula: Atalanta csókja és egyéb elbeszélések (1908)
- Murai Károly: Eljegyzés menyasszony nélkül (1908)
- Pakots József: Egy karrier története (regény) (1908)
- Szomaházy István: Estétől-reggelig (1908)
- Kabos Ede: A jövő fészke (1908)
- Kóbor Tamás: Idegenek (regény) (1908)
- Abonyi Árpád: Ősemberek (fantasztikus regény) (1908)
- Heltai Jenő: Az asszony körül (1908)
- Bársony István: Tarka mesék (elbeszélések) (1908)
- Szini Gyula: Lelki kalandok (1908)
- Sas Ede: Az utolsó állomás (regény) (1908)
- Jób Dániel: Ifjukor (novellák) (1908)
- Molnár Ferenc: Rabok (1908)
- Pásztor Árpád: Tengeren, tengeren túl (1909)
- Szemere György: Ugor Ágnes (1909)
- Kóbor Tamás: Munka (elbeszélések) (1909)
- Nagy Endre: Apostol a Hódságon (regény) (1908)
- Petelei István: Az élet (történetek, képek) (1908)
- Beksics Gusztáv: Ködös problémák (regényes kép) (1908)
- Krúdy Gyula: A bűvös erszény és egyéb elbeszélések (1909)
- Ignotus: Feljegyzések (1909)
- Pekár Gyula: A frigiai sipka (1909)
- Szomaházy István: Mindennapi problémák (1909)

## Képtár
- Murai Károly: Eljegyzés menyasszony nélkül
- Heltai Jenő: Az asszony körül